# Kodeks Boerneriański
Kodeks Boerneriański (łac. Codex Boernerianus) – bilingwiczny grecko-łaciński rękopis Nowego Testamentu, zawierający Listy Pawła, pisany jest na pergaminie. Tekst grecki pisany jest późną uncjałą, natomiast tekst łaciński minuskułą epoki karolińskiej. Paleograficznie datowany jest na wiek IX. Grecki tekst kodeksu jest oznaczany przez sigla Gp albo 012 (Gregory-Aland), α 1028 (von Soden), tekst łaciński oznaczany jest przy pomocy g lub 77 (Beuron) . 
Przechowywany jest w Dreźnie. Nazwa kodeksu pochodzi od jednego z dawnych właścicieli kodeksu. W dolnym marginesie jednej z kart kodeksu zamieszczona została niebiblijna glosa w języku staroiryjskim. 
Zarówno tekst grecki, jak i łaciński Listów Pawła reprezentują zachodnią tradycję tekstualną. Pod względem tekstualnym jest pokrewny dla Kodeksu Augiańskiego, któremu ustępuje pod względem jakości tekstu, ale jest odeń bardziej atrakcyjny pod względem artystycznym. Aland zaklasyfikował go do III kategorii. Kodeks cytowany jest w krytycznych wydaniach greckiego Nowego Testamentu.

## Opis
Rękopis zawiera tekst Listów Pawła (brakuje Hbr), na 99 pergaminowych kartach (25 na 19 cm). Kodeks kończy się nagłówkiem „Początek Listu do Laodycei”, ale brakuje kart apokryficznego listu. W tekście listów Pawła zachodzi sześć luk (Rz 1, 1-4; 2, 17-24; 1 Kor 3, 8-16; 6, 7-14; Kol 2, 1-8, Flm 21-25).
Tekst pisany jest jedną kolumną na stronę, 20 linijek w kolumnie. Tekst jest bilingwiczny – grecko-łaciński, interlinearny. Tekst grecki majuskułą, natomiast tekst łaciński – minuskułą. Grecka majuskuła jest pochylona, litery α, κ, ρ przybierają czasem postać minuskuły, z zachowaniem jednak rozmiarów majuskuły. Z kolei łacińskie litery r, s, t przybierają postać charakterystyczną dla alfabetu anglo-saksońskiego. Nie stosuje przydechów ani akcentów, często stosuje dierezę.
W tekście regularnie, w podobnych odstępach pojawiają się wielkie litery (inicjały), barwione w trzech kolorach – żółty, czerwony, różowy, w czym jest podobny do Kodeksu Sangalleńskiego. Inicjały w środku tekstu wskazują, że rękopis przepisany został z rękopisu pisanego stychometrycznie. Cytaty starotestamentowe oznakowane zostały na marginesie przy pomocy odwróconego comma (>). Ponadto na marginesie podawany jest tytuł starotestamentowej księgi z której pochodzi cytat (np. Iesaia).

## Wiersz staroiryjski

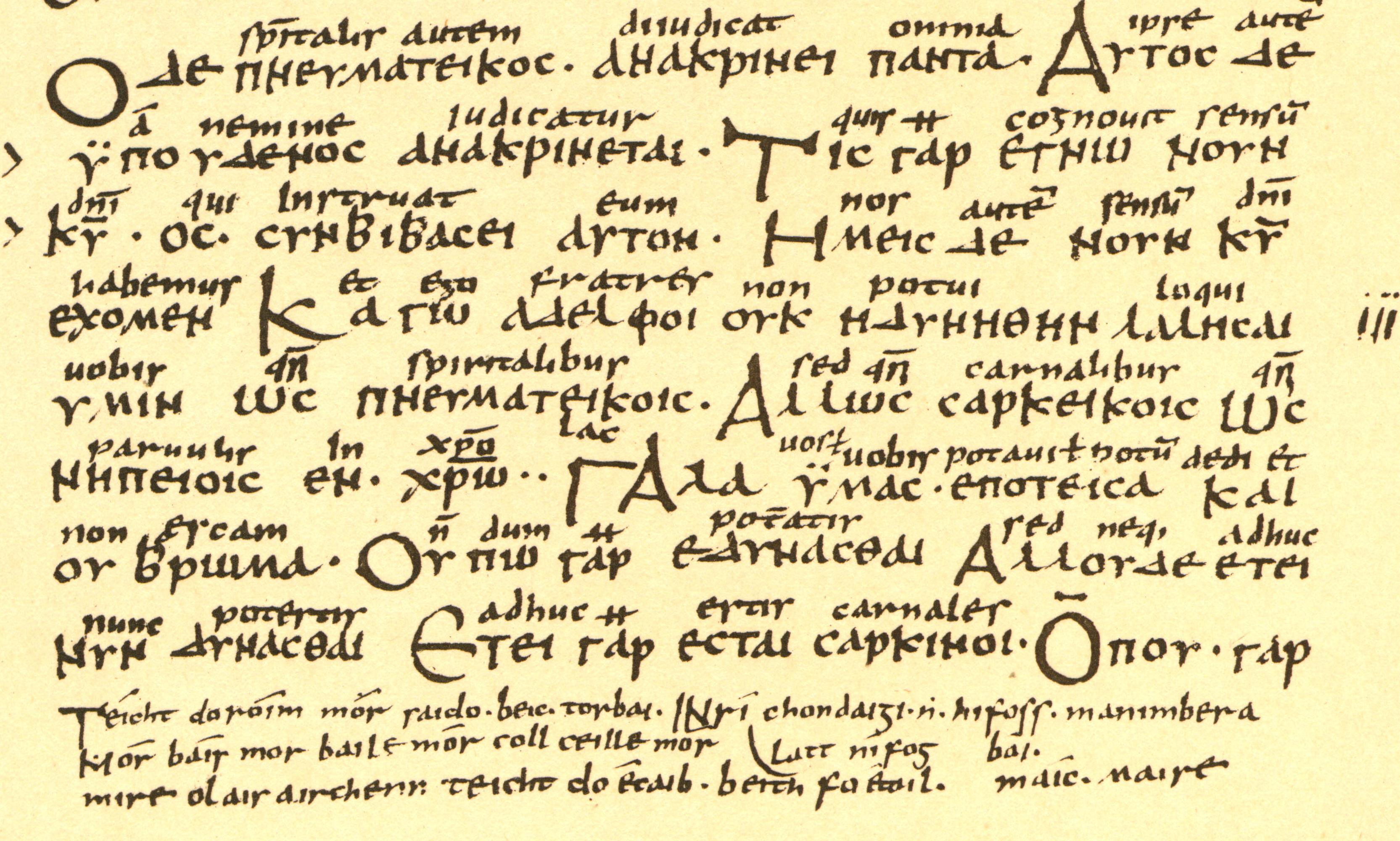
Poniżej biblijnego tekstu znajduje się iryjski wiersz (trzy dolne linijki)

Na 23 folio recto, w dolnym marginesie znajduje się wiersz w języku staroiryjskim, który nawiązuje do pielgrzymek do Rzymu. Charakter pisma przypomina interlinearny tekst łaciński kodeksu. Język staroiryjski prawdopodobnie nie był pierwszym językiem piszącego, stąd niezręczny styl drugiej strofy.
Téicht do róim [téicht do róim]
Mór saido becic torbai
Inrí chondaigi hifoss
Manimbera latt ni fog bai.
Mór báis mor baile
Mór coll ceille mór mise
Olais aurchenn teicht dóecaib
Beith fó étoil maic Maire.
Scrivener, biblista i krytyk tekstu Nowego Testamentu, po konsultacji z kilkoma znawcami języka celtyckiego, zaproponował następujący przekład:

To come to Rome, [to come to Rome,] Much of trouble, little of profit, the thing thou seekest here, If thou bring not with thee, thou findest not
Great folly, great madness, Great ruin of sense, great insanity, Since thou has set out for death, That thou shouldest be in disobiedence to the Son of Mary
Przybyć do Rzymu, [przybyć do Rzymu,] Wiele kłopotu, korzyść niewielka, Rzecz, której tu szukasz, Jeżeli nie weźmiesz z sobą, nie znajdziesz.
Wielkie szaleństwo, wielki obłęd, Wielkie burzenie rozsądku, wielki obłęd, Skoro podążasz do śmierci, Trwaj w nieposłuszeństwie wobec Syna Marii.

Odmienny przekład zaproponowali celtyści Whitley Stokes, z Uniwersytetu w Dublinie oraz John Strachan, z Uniwersytetu w Manchesterze:

To go to Rome, much labour, little profit: the King whom thou seekest here, unless thou bring him with thee, thou findest him not.
Much folly, much frenzy, much loss of sense, much madness (is it), since going to death is certain, to be under the displeasure of Mary’s Son.

Iść do Rzymu, wiele wysiłku, korzyść niewielka, Króla, którego tu szukasz, jeżeli nie weźmiesz z sobą, nie znajdziesz.
Wielkie szaleństwo, wielki obłęd, wielkie burzenie rozsądku, wielki obłęd, odkąd pewnie podążasz do śmierci, by wywołać niezadowolenie u Syna Marii.

Ernst Windisch, celtysta i indoeuropeista, w przekładzie na język niemiecki opowiedział się za przekładem Strachana.
Bruce M. Metzger cytuje wiersz w przekładzie Scrivenera. Autorem wiersza prawdopodobnie był rozczarowany pielgrzym. John Henry Bernard, anglikański arcybiskup Dublinu w latach 1915-1919, przypuszczał, że wiersz może nawiązywać do dwóch wydarzeń z życia Brygidy z Kilkdare.

## Tekst

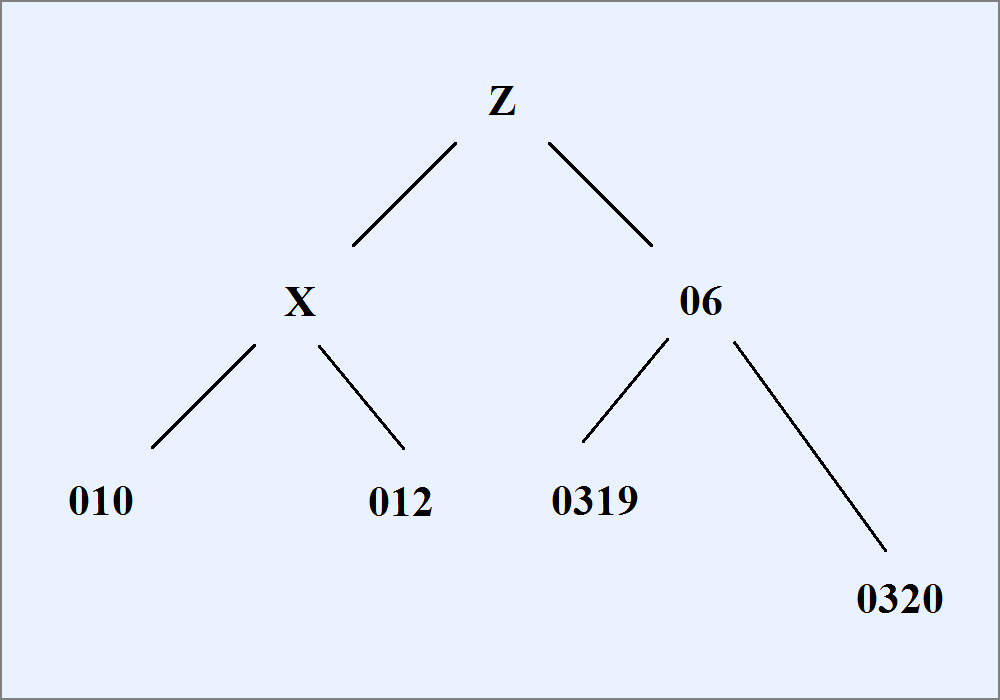
Zależność grecko-łacińskich rękopisów NT w Listach Pawła (06 – Claromontanus, 010 – Augiensis, 012 – Boernerianus, 0319 – Sangermanensis, 0320 – Waldeccensis, Z oraz X – hipotetyczne rękopisy)

Tekst rękopisu reprezentuje zachodnią tradycję tekstualną. Kurt Aland dał mu następujący profil tekstualny 441, 131/2, 88², 66s. Profil ten oznacza, że według Alanda kodeks wspiera tekst bizantyński w 44 miejscach profilowych, w 13 miejscach jest zgodny zarówno z tekstem bizantyńskim, jak i oryginalnym, wspiera tekst oryginalny w 88 miejscach, ponadto posiada 66 sobie właściwych wariantów (Sonderlesarten). W oparciu o ten profil Aland zaklasyfikował go do kategorii II, podczas gdy bardzo mu pokrewny Kodeks Augiański do kategorii III (profil 431, 111/2, 89², 70S).
Nie posiada ostatnich trzech wierszy Listu do Rzymian 16,25-27, tj. doksologii, ale zostawił dla niej pustą przestrzeń po Rz 14,23.
Sekcja 1 Kor 14,34-35 umieszczona została nieco wcześniej, już po 1 Kor 14,40, co jest charakterystyczne dla rękopisów tradycji zachodniej (Claromontanus, Augiensis, 88, itd, g, oraz niektóre rękopisy Wulgaty).
W Liście do Rzymian kodeks nie stosuje frazy εν Ρωμη (w Rzymie). W Rz 1,7 zamienia ją na εν αγαπη (w miłości), natomiast w 1,15 – opuszcza ją. Ten wariant poświadczony został przez nielicznych świadków tekstu, przez noty marginalne do minuskułu 1739 oraz 1908, ponadto przez Orygenesa. Uważa się, że zamiana dokonana została celowo, dla podkreślenia, iż list ma charakter uniwersalny, a nie lokalny.
W 1 Tymoteusza 3,16 przekazuje wariant ος εφανερωθη (który objawiony), tak jak Sinaiticus*, A*, C*, F, 33, 565 i inne. Wiele późnych rękopisów przekazuje wariant θεος εφανερωθη (Bóg objawiony).
Niektóre warianty
Rzymian 4,18 zawiera dodatek ως οι αστερες του ουρανου και το αμμον της θαλασσης (jak gwiazdy na niebie i piasek morski); wariant wspierają kodeksy: F, ar.
Rzymian 6,5 αλλα και της αναστασεως (ale i zmartwychwstania)] αμα και της αναστασεως (jednocześnie i zmartwychwstania) – wariant wspiera F;
Rzymian 12,11 κυριω (Panu)] καιρω (czasu) – wariant wspiera F;
Rzymian 15,31 διακονια (służba)] δωροφορια (przynoszenie darów) – wariant wspierają B D F;
Rzymian 16,15 Ιουλιαν (Julię)] Ιουνιαν (Junię) – C;
Galacjan 6,2 αναπληρωσατε (wypełniajcie)] αναπληρωσετε (wypełnicie) – B 1962 it vg syrp,pal copsa, bo goth eth;
Filipian 3,16 τω αυτω στοιχειν (według tego postępujmy)] το αυτο φρονειν, τω αυτω συνστοιχειν (według tego rozumujmy i postępujmy) – F G;
Filipian 4,7 νοηματα (umysły)] σωματα (ciała) – F G.

## Podobieństwa do innych rękopisów

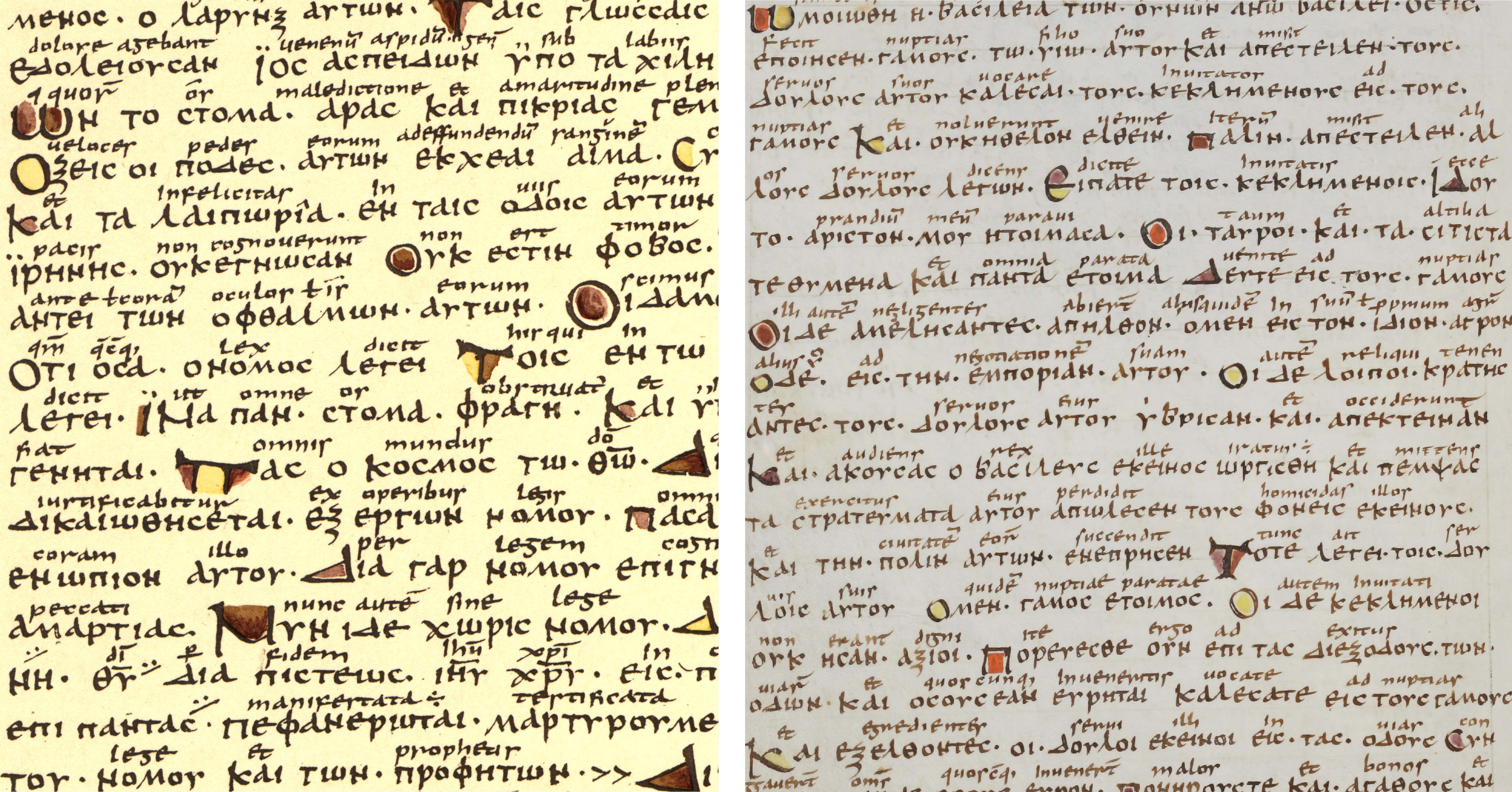
Strona kodeksu Boernerianus porównana ze stroną Sangallensis

Richard Bentley jako pierwszy zauważył podobieństwo do Kodeksu Augiańskiego.
Grecki tekst kodeksu jest podobny do Kodeksu Augiensis (tekst łaciński jest różny). Przypuszczano więc pierwotnie (Wettstein), że oba zostały przepisane z tego samego rękopisu. F.H.A. Scrivener wyliczył jednak 1982 różnic pomiędzy obu kodeksami. 578 uznał za błędy kopisty, 967 wynika ze zmiany samogłosek (włączając itacyzm), 166 dotyczy zmiany spółgłosek, 71 ma charakter gramatyczny, 32 – brak lub obecność rodzajnika, a 168 – usunięcie wariantów. Rzeczywistych wariantów jest ok. 200, z których 32 to rezultat opuszczenia lub dopisania rodzajnika. Różnice nie są wielkie, ale wspólnego przodka (X) należy przesunąć, o jedno albo dwa ogniwa wstecz. Tekst Augiensis jest wyżej oceniany przez krytyków tekstu, ale Boernerianus jest bardziej atrakcyjny pod względem artystycznym.
Wspólny przodek prawdopodobnie pisany był kolometrycznie, bez przerw między wyrazami. Prawdopodobnie nie zawierał doksologii na końcu Listu do Rzymian. Tekst łaciński znajdował się prawdopodobnie na osobnych stronach (jak Kodeks Bezy lub Claromontanus), albo w paralelnych kolumnach tej samej strony (jak Augianus albo Augiensis). Nieznana jest data, ani miejsce w którym powstał rękopis X. Równie dobrze mógł być współczesnym dla Kodeksu Bezy, jak dla Claromontanus. Jednym z prawdopodobnych miejsc jego powstania może być Egipt.
Zachodzi też szereg podobieństw do Kodeksu Sangalleńskiego Δ (037). Oba prawdopodobnie powstały w klasztorze Św. Gallena w północnej Szwajcarii i oba wyszły spod ręki iroszkockich mnichów. Niektórzy badacze byli zdania, że tworzył niegdyś jedną całość z zawierającym Ewangelie kodeksem Sangalleńskim. Łączy je ten sam charakter pisma, ten sam format pergaminu, interlinearny tekst, ten sam czas i miejsce pochodzenia. Różni je natomiast reprezentowanie innych tradycji tekstualnych .

## Historia kodeksu

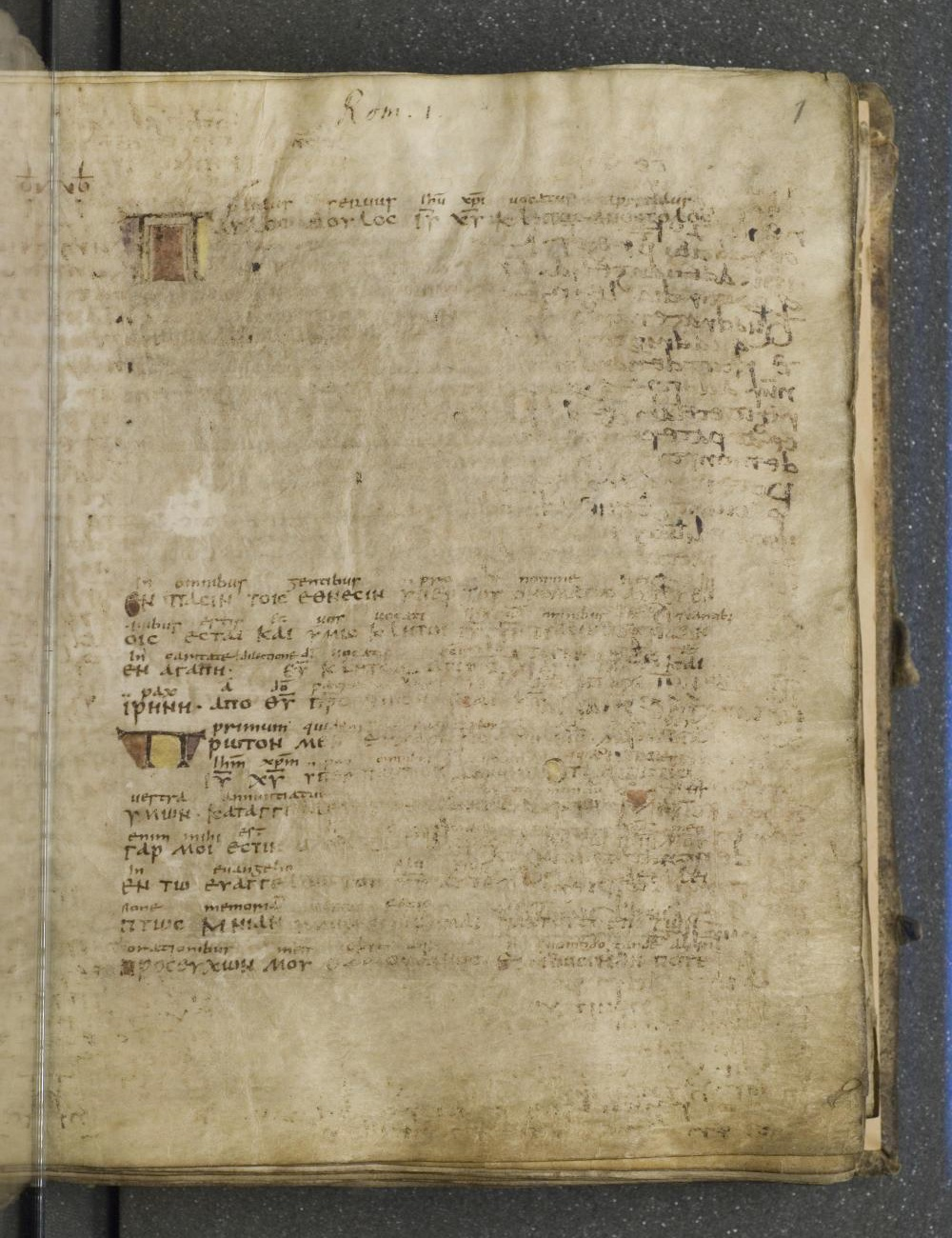
Pierwsza strona kodeksu zdigitalizowana przez SLUB w 2008

Rękopis powstał w czasach, gdy dokonywało się przejście z pisma majuskułowego na minuskułowe. Wyrazy pisane są oddzielnie. Tekst grecki pisany jest uncjałą, a łaciński minuskułą, grecka uncjała jest niewielka, a niektóre litery mają już pewne cechy minuskuły. Łacińska minuskuła ma charakter anglo-saksoński, z epoki karolińskiej. Pierwszym, który odatował rękopis na wiek IX był Ludolf Küster. Rękopis datowany jest obecnie przez INTF na wiek IX.
Miejsce powstania rękopisu nie jest pewne. Na ogół przyjmuje się, że sporządzony został przez iroszkockiego mnicha w klasztorze Św. Gallena w Szwajcarii. Niektórzy wskazują na Egipt jako prawdopodobne miejsce powstania rękopisu.
Historia kodeksu aż do wieku XVII pozostaje nieznana. Pierwszym znanym właścicielem był Paulus Junius (zm. 1670), rektor gimnazjum w Lejdzie. Po jego śmierci posiadł go Peter Franz (zm. 1704), nauczyciel gimnazjum z Amsterdamu. Po śmierci Franza jego biblioteka została wystawiona na aukcję, w 1705 roku zakupił go, za sumę 142 guldenów, Christian Friedrich Boerner (zm. 1753), profesor teologii z Lipska. Od jego nazwiska pochodzi obecna nazwa kodeksu. W październiku 1719 roku wypożyczył go od Boernera Richard Bentley i trzymał go przez pięć lat. Prawdopodobnie rękopis pozostałby w Cambridge na zawsze „gdyby Boerner nie poruszył nieba i ziemi”. Wedle świadectwa syna z roku 1754 Boerner oferował Bentleyowi wielkie sumy, by otrzymać z powrotem swój rękopis. Wedle Scrivenera musiało dojść do obustronnego nieporozumienia (komentując Rz 3,9 kodeksu Augiensis powołał się na niniejszy rękopis i nazwał go swoim rękopisem). Bentley sporządził kopię rękopisu (Trin. Coll. B. XVII.19). Po śmierci Boernera jego biblioteka została wystawiona na sprzedaż. Od roku 1778 przechowywany jest w Dreźnie. Obecnie przechowywany jest w Sächsischen Landesbibliothek, pod numerem A 145b.
Na listę rękopisów Nowego Testamentu wciągnął go Wettstein, nadając mu siglum G. C.R. Gregory w 1908 roku nadał mu siglum 012.
W 1690 roku tekst rękopisu skolacjonował A. Bynäus. Ludolf Küster wykorzystał go w drugim wydaniu greckiego Nowego Testamentu Milla (1710) i odtąd stał się znany w świecie biblistów. Wettstein w swoim wydaniu korzystał zbiór wariantów kodeksu dokonany przez Gronoviusa i Bynäusa.
Wykorzystał go Tischendorf w swoim Editio Critica Maior i odtąd wykorzystują go wszystkie krytyczne wydania greckiego nowego Testamentu  (np. UBS3, UBS4, NA26, NA27.). UBS4 oraz NA27, w odróżnieniu od poprzednich wydań, wprowadziły rozróżnienie wykorzystanych rękopisów, jeżeli chodzi o kolejność cytowania. Boernerianus zaliczony został do rękopisów cytowanych w pierwszej kolejności.
Tekst rękopisu, wraz z dwoma stronami facsimile (z 23 oraz 88 folio), wydany został już w 1791 roku przez Ch.F. Matthaei. Wydanie to oddaje układ linijek i zyskało sobie opinię wyjątkowo wiernego. Anger, Tischendorf, Tregelles, Böttinger i inni krytycy tekstu znaleźli w nim tylko cztery błędy (Rz 16,17; 1 Kor 9,27; Ef 4,16; 4,18). Fotograficzne facsimile wydał w 1909 roku A. Reichardt, w związku z 500-letnim jubileuszem Uniwersytetu w Lipsku i jest to jeden z najlepiej sfotografowanych średniowiecznych rękopisów. Podczas bombardowania Drezna w 1945 roku trzymany był w piwnicy zalanej przez wodę, w wyniku czego jego tekst uległ znacznym uszkodzeniom. Dlatego najlepszym źródłem tekstu rękopisu jest dzisiaj facsimile z roku 1909.
Facsimile to w roku 2007 zostało zdigitalizowane przez CSNTM. Nie wykorzystano do tego celu nadmiernie uszkodzonego w czasie II wojny światowej oryginalnego rękopisu. Przechowywany w Dreźnie oryginał został zdigitalizowany w roku następnym.